# Tillandsia festucoides
Espèce
Classification phylogénétique
Tillandsia festucoides Brongn. ex Mez est une espèce de plantes à fleurs de la famille des Bromeliaceae.
L'épithète festucoides signifie « ressemblant à la fétuque (genre Festuca) » et se rapporte à l'aspect du feuillage.

## Protologue et Type nomenclatural
Tillandsia festucoides Brongn. ex Mez in C.DC., Monogr. Phan. 9: 678, n° 19 (1896)
Diagnose originale  :
« foliis permultis dense fasciculatis, angustissime linearibus, utrinque lepidibus peradpressis praeditis ; inflorescentia dense bipinnatim panniculata[sic], folia nunc paullo nunc manifestius superante, digitatim e spicis (fructiferis praesertim) +/- decurvis, subflabellatis composita; bracteolis florigeris imbricatis, dorso laevibus glabris v. parce lepidotis, acutis, sepala superantibus; floribus erectis ; sepalis antico fere libero, posticis binis ad 6-8 mm. connatis, acutis ; petalis lilacinis, tubulose erectis, quam stamina brevioribus ; stylo antheras superante. »
Type : Mez cite de nombreux spécimens sans se référer à l'un en particulier.

## Synonymie

### Synonymie nomenclaturale
(aucune)

### Synonymie taxonomique
- Tillandsia caricifolia E.Morren ex Mez[2],[3]

## Écologie et habitat
- Biotype : plante herbacée en rosette acaule monocarpique vivace par ses rejets latéraux ; épiphyte[1],[2],[3].
- Habitat : zones forestières[3].
- Altitude : 60-600 m[1] ; 25-1000 m[3].

## Distribution
- Amérique du nord :
  -  États-Unis
    - Floride[1]
- Antilles :
  -  Cuba[1],[3]
  - Hispaniola[1],[3]
  -  Jamaïque[3]
  -  Porto Rico[1],[3]
- Amérique centrale
  -  Mexique[3]
    - Sud du Mexique[2]

## Comportement en culture
Tillandsia festucoides est une plante de culture facile,.